# Kluknava (przystanek kolejowy)
Kluknava – przystanek kolejowy znajdujący się we wsi Kluknava w kraju koszyckim na linii kolejowej nr 180 na Słowacji.